# Ujong Bayu
Ujong Bayu is een bestuurslaag in het regentschap Bireuen van de provincie Atjeh, Indonesië. Ujong Bayu telt 322 inwoners (volkstelling 2010).